# Pierre Abeberry
Pour les articles homonymes, voir Famille Abeberry.
Pierre Abeberry, né le 5 février 1925 à Biarritz et mort le 30 mai 2015 au couvent Saint-Dominique de Montpellier, frère Thomas en religion, est un révérend-père dominicain, avocat de 1947 à 1952, membre fondateur du Biarritz Athletic Club et des Ballets basques de Biarritz Oldarra.
Frère de la Province dominicaine de Toulouse, il en est le Prieur provincial de 1988 à 1993.
Il a des dispositions certaines pour la prédication.

## Biographie
Pierre Abeberry est l'un des cinq fils de Jean Abeberry, boulanger biarrot, catholique de droite et Croix-de-feu, originaire d’Arcangues et d'Ernestine Etcheverry, institutrice fille d'instituteur, native de Halsou.
Il suit à Bordeaux une licence en droit, appartenant au groupe Irrinzi avec Michel Labéguerie, Michel Inchauspé, Gabriel Durguet, avant de s’inscrire, le 9 janvier 1947, à l'Ordre des avocats du Barreau de Bayonne.
Membre des Ballets basques de Biarritz Oldarra (chorale et troupe de ballet) dont il a été le président avant ses frères Maurice et Jacques, il est aussi joueur de main nue et l’un des membres fondateurs du Biarritz Athletic Club en octobre 1951 (quand son frère Maurice Abeberry, Charles Gienger, Jean Baptiste Etcheverry, Pierre Marmouyet, André Roux, Bernard Lefort, Raymond Lalanne, Fernand Pujol, Pierre Dubroca se réunissent sous l’impulsion d’Albert Abeberry, l'aîné de ses frères, et décident de constituer une société sportive omnisports orientée surtout vers le rugby à XIII, la boxe et la pelote) et il est le premier président de la section pelote.
Le 19 février 1952, il donne sa démission à l'Ordre des avocats du Barreau de Bayonne et entre alors dans l’ordre des Dominicains, l’Ordre des Prêcheurs.
Il est étudiant au couvent Saint-Maximin à compter du 6 mars 1952 et il est ordonné prêtre le 30 mai 1957, à Toulouse semble-t-il.
En 1960, il rejoint le couvent dominicain de Marseille où le diocèse lui confie la responsabilité de créer un organisme d’information en contact direct avec les professionnels des médias. De là naît en 1962 le Centre Diocésain d’Information (CDI) sous la dénomination locale de Centre d’Information Marseillais (CIM), qui regroupe un certain nombre de laïcs sensibles comme lui aux questions liées au médias. En 1968, il fonde avec deux amis journalistes le Service d’Information de l’Archevêché de Marseille (SIAM) qui sera l’embryon d’un véritable service de communication du diocèse. Il noue ainsi de nombreux contacts dans le monde de la presse, de la radio, de la télévision et du cinéma. Sa connaissance du 7e Art le conduit à proposer aux enseignants d’une dizaine d’établissements privés de Marseille des séances de formation et visionnage préludant à la projection de films pour leurs élèves.  Ces séances ont lieu soit dans les établissements soit au siège du CIM, un ancien cinéma paroissial de la rue d’Aubagne : Le Central. Il collabore, en outre, à l’hebdomadaire diocésain Semaine Provence. Par ailleurs, il participe au développement de la pelote basque à Marseille et en Provence avec la création, par l’Association des Pyrénéens et Gascons en Provence, d’un fronton sur le campus universitaire de Luminy.
Il est le directeur du Pèlerinage du Rosaire à Lourdes de 1967 à 1984 où il met en œuvre l’esprit du Concile.
Producteur délégué, le 22 juin 1976, par la commission épiscopale de l'opinion publique de l’émission télévisée Le Jour du Seigneur, il le demeurera jusqu'en 1985 et appartient alors à la communauté Maydieu rue de la Glacière à Paris.
Ses engagements le conduisent également à mener des actions contre la torture et la peine de mort et d’autres de développement solidaire au Pérou et en Haïti dans le cadre du CCFD (Comité catholique contre la faim et pour le développement dans le monde).
Observateur favorable à la réforme liturgique en langue basque, initiée dès 1947 par le Père Gabriel Lerchundi et mise en place entre 1964 et 1967 dans les cinq diocèses bascophones, il est proche du groupe des prêtres basques Herriarekin animé par Mikel Epalza, l’aumônier des marins-pêcheurs.
En 2002,, il rejoint la communauté Saint-Dominique de sœurs et de frères qui, associés à des laïcs, est au service de l’abbaye Notre-Dame de Boscodon, une abbaye romane du XIIe siècle dont la sœur Jeanne Marie (1926-2013) est à l’origine de la restauration à partir de 1972. Il y restera jusqu'en 2011.
Son attachement au scoutisme, qu'il pratique dans sa jeunesse sous l'Occupation, lui vaut des liens d'amitiés indéfectibles.
Sur le plan politique, il a toujours été sensibilisé à la question basque en sa qualité de dominicain fidèle à ses racines.